# Myrtle Cook
Myrtle Alice Cook (Toronto, 5 de janeiro de 1902 - Elora, 18 de março de 1985) foi uma atleta, campeã olímpica e recordista mundial canadense, especializada em provas de velocidade e uma das maiores defensoras dos esportes femininos e do desenvolvimento e direitos das mulheres nos esporte olímpicos em especial.

## Carreira
Tímida, ela começou a praticar esportes desde a tenra infância, competindo em tênis, basquete, hóquei no gelo, canoagem e ciclismo, além do atletismo. Aos 15 anos, como atleta do Parkdale Ladies' Athletic Club, foi selecionada para a equipe feminina canadense de atletismo. Durante a década de 20, as mulheres estavam começando a quebrar barreiras tanto na política quanto nos esportes, e os Jogos Olímpicos de Amsterdam em 1928 foram os primeiros em que provas femininas de atletismo foram incluídas, com as atletas passando por seletivas nacionais. A decisão do Canadá de enviar competidoras do sexo feminino à Amsterdã foi alvo de controvérsias no país.
Durante as eliminatórias canadenses em Halifax em julho de 1928, ela igualou o recorde mundial da norte-americana Betty Robinson nos 100 m rasos, tornando-se uma das favoritas ao ouro olímpico. Em Amsterdã, ela foi desclassificada na final da prova após duas largadas falsas, e teve que assistir a Robinson conquistar o ouro com novo recorde mundial e suas compatriotas Fanny Rosenfeld e Ethel Smith ficarem com a prata e o bronze. Cinco dias depois, entretanto, junto com Rosenfeld, Smith e Jane Bell, ela se tornou campeã olímpica no revezamento 4x100 m canadense que estabeleceu novo recorde olímpico e mundial, derrotando as norte-americanas. O retorno das campeãs ao Canadá teve uma das maiores manifestações populares da história do país,  com desfiles nas ruas de Toronto e Montreal. Em Toronto, a imprensa estimou em mais de 200 mil pessoas presentes à Toronto's Union Station, a estação de trem da cidade, e mais de cem mil ao longo das ruas, para dar uma recepção de heroínas às quatro campeãs olímpicas.
Cook continuou competindo após os Jogos e foi a campeã canadense dos 100 m e das 60 jardas consecutivamente até 1931. Sua melhor marca nos 100 m é de 12s0, conseguida em 1928.

## Envolvimento com o esporte
Desde 1923 Myrtle Cook começou a se envolver com a organização do esporte feminino no Canadá, quando ajudou a fundar o Toronto Ladies Athletic Club, primeiro clube de atletismo exclusivamente feminino do país. Mudando-se para Montreal em 1929, ela abriu uma filial do clube em 1932 e fundou o Mercury Athletic Club junto com Hilda Strike, medalhista de prata nos 100 m em Los Angeles 1932. Pelo restante da década, ele se dedicou a levantar fundos, treinar, organizar e advogar pelo atletismo feminino no país. Durante a Segunda Guerra Mundial, trabalhou como técnica de educação física para jovens recrutas convocados.
A partir de 1929 ela começou uma carreira de jornalista esportiva que duraria mais de 40 anos, trabalhando inicialmente no jornal Montreal Daily Star, junto com seu marido, um redator de esportes. Não apenas escrevendo sobre atletismo mas sobre esporte em geral, foi empossada no Laurentian Ski Hall of Fame por seu trabalho pioneiro cobrindo o mundo do esqui. Esteve em quase todos comitês olímpicos e Jogos da Commonwealth entre 1932 e 1972. Entre participações como atleta, técnica, jornalista  e dirigente, Cook participou de onze Jogos Olímpicos.